# Schöner Zonen-Milchling
Der Schöne Zonen-Milchling (Lactarius zonarius, Syn.: Lactarius insulsus) ist eine Pilzart aus der Familie der Täublingsverwandten (Russulaceae). Andere Namen für diesen Milchling sind Oranger Zonen-Milchling und Echter Zonen-Milchling. Es ist ein mittelgroßer Milchling mit einem ockergelb bis ockerorange gefärbten und meist deutlich gezonten Hut und einem grubig gefleckten Stiel. Das Fleisch verfärbt sich rosa und der Hutrand ist bei jungen Fruchtkörpern filzig. In Mitteleuropa wächst der Milchling meist unter Eichen, die Fruchtkörper erscheinen von August bis Oktober.

## Merkmale

### Makroskopische Merkmale
Der Hut ist 5–10 (–12) cm breit, jung flach gewölbt, doch schon bald flach ausgebreitet und in der Mitte niedergedrückt. Im Alter ist er trichterförmig vertieft und oft wellig verbogen. Die Oberfläche ist glatt und matt und feucht schwach schmierig und seidig glänzend. Der Hut ist auf hell- bis sattgelbem Grund orange- ockergelb konzentrisch gezont. Der lange Zeit eingebogene Hutrand ist jung fein flaumig behaart.
Die bogigen Lamellen sind weiß bis gelblich und laufen am Stiel herab. In Stielnähe sind sie oft gegabelt. Die Lamellenschneiden sind glatt.
Der zylindrische Stiel ist 2–5 cm lang und 1–2 (–2,5) cm breit. Er ist anfangs voll und später gekammert-hohl. Die Stieloberfläche ist jung glatt und weißlich, später mehr gelblich und hat oft einige gelbliche, grubige Flecken, die sich später stellenweise ockerbräunlich verfärben können.
Das weißliche Fleisch läuft im Schnitt blass rosa oder lachsfarben an und verfärbt sich später hellgrau. Es riecht unauffällig, leicht fruchtig oder nach Geranienblättern und schmeckt scharf. Die Milch ist unveränderlich weiß und schmeckt ebenfalls scharf bis sehr scharf.

### Mikroskopische Merkmale
Die ziemlich rundlich bis elliptischen Sporen sind durchschnittlich 6,9–7,7 µm lang und 5,8–6,2 µm breit. Der Q-Wert (Quotient aus Sporenlänge und -breite) ist 1,1–1,3. Das Sporenornament besteht aus bis zu 0,8 (–1,0) µm hohen, einzelnen Warzen und kurzen gratigen Rippen, die zwar häufig verbunden sind, dabei aber kaum geschlossene Maschen bilden. Der Hilarfleck ist inamyloid.
Die viersporigen Basidien sind zylindrisch bis bauchig und messen 47–55 × 9–11 µm. Die 40–52 µm langen und 4–6 µm breiten Pleuromakrozystiden sind ziemlich zahlreich. Sie sind spindelig und an der Spitze oft perlschnurartig eingeschnürt oder gegabelt. Die Lamellenschneiden sind steril und tragen zahlreiche, ziemlich zylindrische bis spindelige oder wellige, 17–30 µm lange und 3–7 µm breite Parazystiden. Die seltenen, spindeligen Cheilomakrozystiden messen 25–35 × 3–6 µm.
Die Huthaut (Pileipellis) ist eine Ixocutis aus mehr oder weniger parallel liegenden, (1–) 2–4,5 µm breiten Hyphen, die alle gelatinisiert sind. Die Hyphenenden haben abgerundete Spitzen.

## Artabgrenzung
Der Schöne Zonen-Milchling kann leicht mit drei anderen Arten aus der Zonarius-Gruppe verwechselt werden. Der Queraderige Milchling (Lactarius acerrimus) kommt an vergleichbaren Standorten vor, hat aber deutlich queradrig verbundene Lamellen. Mikroskopisch lässt er sich eindeutig dadurch unterscheiden, dass er als einziger Milchling ausschließlich zweisporige Basidien hat. Ein weiterer ähnlicher Milchling, der bei Eichen, Zitterpappeln oder Weiden wächst, ist der Blasse Zonen-Milchling (Lactarius evosmus). Er hat einen creme- bis hellgelben Hut, der am Rand kaum gezont ist und dessen Stiel nicht grubig gefleckt ist. Auch sind die Lamellen heller gefärbt und stehen etwas weiter auseinander. Der Hutrand ist bei jungen Fruchtkörpern niemals filzig. Der Montane Zonen-Milchling (Lactarius zonarioides) unterscheidet sich schon durch sein Vorkommen im Bergnadelwald.

## Ökologie
Der Schöne Zonen-Milchling ist wie alle Milchlinge ein Mykorrhizapilz, der in Deutschland vorzugsweise unter Eichen wächst. In der Schweiz und in Südeuropa findet man ihn auch bei Esskastanien. Der Milchling kommt an wärmebegünstigten Standorten in Hainbuchen-Eichenwäldern, Hartholzauen und auf Waldlichtungen oder an Waldwegrändern unter Eichen vor. Auch in Parkanlagen kann man ihn gelegentlich finden. Der Milchling mag mäßig trockene bis mäßig frische, lehmige, neutrale bis basenreiche, aber nährstoffarme Böden über Kalk, Kalksand oder Mergel. Die Fruchtkörper erscheinen zwischen August und Oktober.

## Verbreitung

Verbreitung des Schönen Zonen-Milchling in Europa. Grün eingefärbt sind Länder, in denen der Milchling nachgewiesen wurde. Grau dargestellt sind Länder ohne Quellen oder Länder außerhalb Europas. In den weiß dargestellten Ländern konnte der Milchling nicht nachgewiesen werden.

Der Milchling wurde in Nordafrika, Nordamerika und Europa nachgewiesen. In Europa findet man die eher wärmeliebende Art in Frankreich, Großbritannien und Belgien und in ganz Mitteleuropa. Er kommt möglicherweise auch vereinzelt im südlichen Fennoskandinavien vor. In Deutschland ist der Milchling sehr zerstreut vom südlichen Niedersachsen bis nach Bayern verbreitet. In Sachsen und Hessen ist der Milchling sehr selten und in Thüringen, Brandenburg und Mecklenburg-Vorpommern scheint er ganz zu fehlen. In Bayern und Baden-Württemberg sowie bundesweit gilt der Milchling als gefährdet (RL3) und in Nordrhein-Westfalen, Rheinland-Pfalz, Schleswig-Holstein und dem Saarland als stark gefährdet (RL2). Auch in der Schweiz ist der Milchling nicht häufig, aber ungefährdet.

## Systematik
Der Milchling wurde 1782 erstmals von J. Bulliard als Agaricus zonarius beschrieben. 1838 stellte ihn Fries in die Gattung Lactarius, sodass er seinen heute gültigen Namen erhielt. Lactifluus zonarius (Bull.) Kuntze 1891 und Galorrheus zonarius (Bull.) P. Kumm. (1871) sind nomenklatorische Synonyme und Lactarius scrobipes Kühner & Romagn., L. zonarius var. scrobipes (Kühner & Romagn.) Bon und L. insulsus im Sinn von Neuhoff sind taxonomische Synonyme.  Lactarius zonarius im Sinne von Neuhoff und Moser wird heute mit Lactarius evosmus synonymisiert, während L. zonarius im Sinne von Konrad & Maublanc synonym zu Lactarius zonarioides dem Montanen Zonen-Milchling ist. Heilmann-Clausen et al. weisen darauf hin, dass es sich bei dem Namen Lactarius insulsus, der in der Vergangenheit häufig für den Schönen Zonen-Milchling verwendet wurde, um ein "Nomen dubium" handelt, da völlig unklar ist, welches Taxon Fries im Sinn hatte, als er die Art beschrieb. Dass es sich dabei um Lactarius zonarius handelt, ist sehr unwahrscheinlich, da die Art in Skandinavien nicht oder nur äußerst selten vorkommt.

### Infragenerische Systematik
Der Milchling wird von M. Bon, M. Basso und Heilmann-Clausen in die Untersektion Zonarii gestellt. Die Vertreter der Untersektion haben schmierige und etwas klebrige Hüte, die mehr oder weniger gezont sind. Die Hutfarbe ist gelb, ockerlich, gelbbraun oder rosa. Die Milch ist weiß und bleibt so, auch das Sporenpulver ist weiß. Die Milchlinge schmecken meist mehr oder weniger scharf oder bitter.

## Bedeutung
Der Schöne Zonen-Milchling ist ungenießbar und gilt als schwach giftig.